# Grael (Adelsgeschlecht)

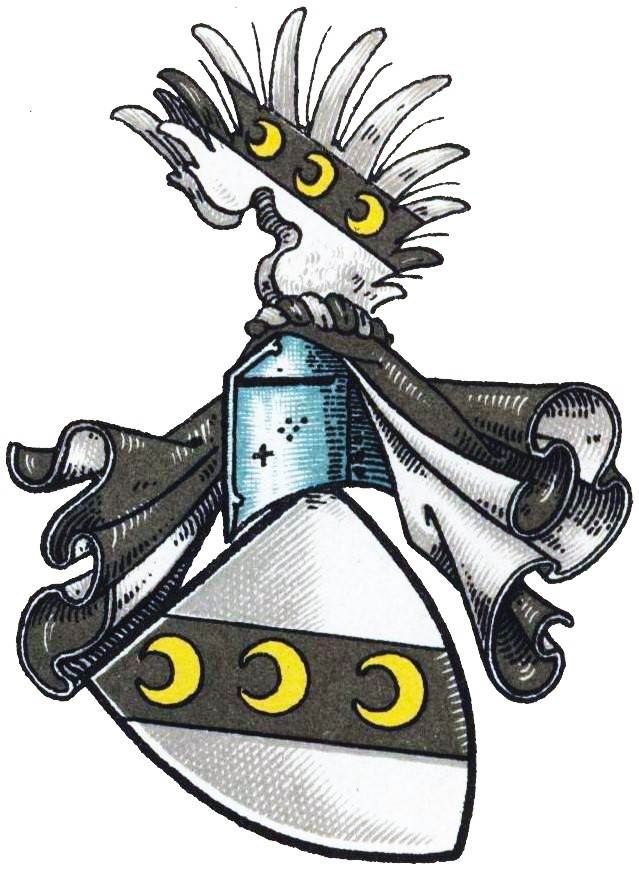
Wappen der Grael im Wappenbuch des Westfälischen Adels

Grael (auch: Grall o. ä.) ist der Name eines westfälischen Adelsgeschlechts.

## Geschichte
Das Geschlecht hatte seinen namensgebenden Stammsitz auf Haus Grael in Münster und gehörte zu den Münsteraner Erbmännern. Urkundlich erscheint es bereits 1370 mit dem Münsteraner Bürger und Ratsmann Johannes Grael. Folgende Ratsherren stellte die Familien:
- Johannes Grael, Münsteraner Ratsherr 1382/82, 1400/01
- Hinrik Grael, Münsteraner Ratsherr 1446/47, 1448/49, 1449/50, 1452/53, 1453/54
- Johann Grael, Münsteraner Ratsherr 1450/51

Ein Johannes Grael erhielt 1455 eine päpstliche Provision auf ein Kanonikat zu St. Mauritz in Münster sowie ein Benefizium zu St. Johann in Osnabrück.
Franz Grael heiratete im 16. Jahrhundert Hilleken von Averhagen. Ihr Sohn, Weinherr und Kämmerer Heinrich von Grael (1582†) zu Haus Nünning unweit der Aa am Gievenbecker Landweg, heiratete Else Bischopinck († 1568), wodurch Haus Daerl am rechten Ufer der Werse in die Familie Grael kam. Die Eheleute hatten zwei Töchter: Helena (Hilla) und Elisabeth (Lizabet) Grael. Helena von Grael heiratete wiederum Heinrich von Bischopinck. Durch diese Ehe fielen 1679 Haus Grael und die anderen Familiengüter Nünung, Daerl etc. an die Bischopinck. Eine weitere uneheliche Tochter von Heinrich Grael namens Catharina war mit Bernhard von Horsth verheiratet.
Die Letzte des Geschlechts war wohl Elisabeth von Grael (1642†), die 1632 noch unverheiratet lebte.

## Wappen
Blasonierung: In Silber ein schwarzer rechtsschräger Balken, der mit drei goldenen Halbmonden belegt ist (Spitzen schrägrechts). Auf dem schwarz-silbern bewulsteten Helm mit schwarz-silbernen Helmdecken ein Flug mit dem Balken des Schildes.